# BB84
BB84は、チャールズ・ヘンリー・ベネット（Bennett）とジル・ブラッサール（Brassard）によって1984年に提案された、暗号学的な、量子通信を利用する鍵配送プロトコルである。二人の頭文字と発表年からBB84と呼ばれ、初めて提案された具体的な量子暗号のプロトコルとして有名である。

## 概要
BB84の後、物理原理を安全の根拠とするいくつかの鍵配送プロトコルが提案されているが、BB84を代表とする多くの量子鍵配送方式では、1bitの情報につき丁度1個の光子で送ることが盗聴困難性を保証するための本質的な条件となる。まず、単一光子を安定して発生させることが困難であった。伝送路には損失があるため、1個の光子による伝送では通信距離に限界がある（つまり距離を伸ばすと通信速度が低下する）。また､キャリアに量子的な制約を課しているため増幅器により伝送損失を保証することができないといった課題があった。

## 実証実験
1984年の提案後、1988年には最初の通信実験が行われた。距離は30cm（3.3bps）であった。
その後、通信距離を伸ばそうという努力がなされ、
1995年には、ジュネーブ大学により、レマン湖の光ファイバーを用いて23km（486bps）の通信に成功したという報告がされている。

2002年11月には、三菱電機により、87km（7.2bps）の通信実験が成功している。
2004年11月には、三菱電機らにより、フィールド（屋外）で、96km（8.2bps）の通信実験が成功している。

2007年5月には、NTT研究所により、200km（12bps）の通信実験の成功が発表された。